# St Helens (district)
St Helens (Metropolitan Borough of St Helens), ook St. Helens, is een Engels district in het stedelijk graafschap (metropolitan county) Merseyside  en telt 179.331 inwoners. De oppervlakte bedraagt 136 km². Hoofdplaats is St. Helens.
Van de bevolking is 15,6% ouder dan 65 jaar. De werkloosheid bedraagt 4,1% van de beroepsbevolking (cijfers volkstelling 2001).

## Plaatsen in district St. Helens
- Clock Face
- Earlestown
- Haydock
- Newton-le-Willows
- St. Helens

## Civil parishesin district St. Helens
- Billinge Chapel End
- Bold
- Eccleston
- Rainford
- Rainhill
- Seneley Green
- Windle

## Stedenbanden
St. Helens heeft de volgende partnersteden:
- Stuttgart (Duitsland, sinds 1948)[3]
- Chalon-sur-Saône (Frankrijk, sinds 1963)[4]